# Liatongus spathulatus
Liatongus spathulatus är en skalbaggsart som beskrevs av Roth 1851. Liatongus spathulatus ingår i släktet Liatongus och familjen bladhorningar. Inga underarter finns listade i Catalogue of Life.